# Рингвудит
Рингвудит — щільний ультрависокобарний мінерал групи олівіну. Кубічний триморф форстериту та уеделіту. Зустрічається в метеоритах (хондритах). Різновид зеленого мінералу перидота.

## Історія

### Походження назви
Названий на честь Едварда «Теда» Рингвуда (1930—1993), геохіміка та професора геології Австралійського Національного Університету.

## Властивості
Рингвудит може утворитися виключно в умовах вкрай високого тиску, наприклад, у надрах землі, недоступних для людини (525—660 км глибини).
Характеризується підвищеним коефіцієнтом залізистості.
Рингвудит — наступна високобарична модифікація олівіну і вважається основним мінералом нижньої частини перехідного шару верхньої мантії. Стабільний при високому тиску.
Має стрибкову провідність, енергія активації якої дорівнює 1,4 еВ, яка, на відміну від уедсліїту, суттєво знижується зі збільшенням вмісту в рингвудиту води: від 0,98 до 0,45 еВ при збільшенні вмісту води від 0,01 до 1 мас. %.
Як і уедсліїт, може містити значні концентрації води, до 2,8 мас.% Н2О. При вимірюванні електропровідності рингвудиту в залежності від температури та вмісту води підтверджено наявність протонної провідності. При температурі 1700 К внесок протонної провідності мізерно малий при вмісті води менше 0,1 мас.%, але набагато вище, ніж для вадслеїту, при вмісті води більше 0,5 мас. %. У рингвудиті є лише один пік поглинання, який стає дуже широким при високих вмістах води, що може бути пов'язане із збільшенням рухливості протона.